# Sus
Sus este un gen de animale paricopitate din familia Suidae. Genul include porcul domestic și strămoșii săi, mistrețul (Sus scrofa) și alte specii înrudite. 

## Specii

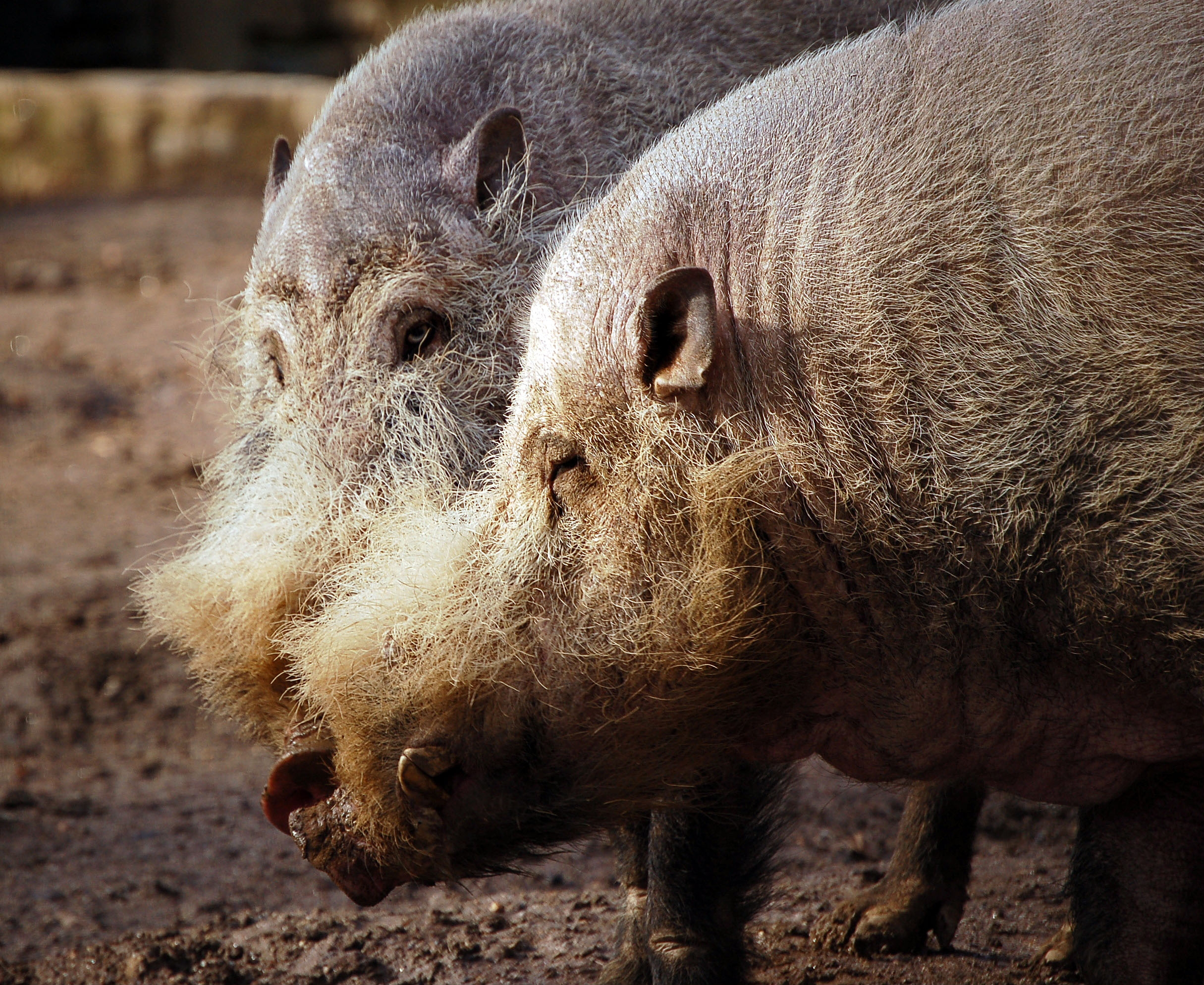
Sus barbatus

Genul Sus conține în prezent zece specii extante și alte câteva extincte.
- Sus ahoenobarbus Huet, 1888
- †Sus australis Han, 1987 – Pleistocen timpuriu, China
- Sus barbatus Müller, 1838
- †Sus bijiashanensis Han et al, 1975 – Pleistocen timpuriu, China
- Sus bucculentus Heude, 1892
- Sus cebifrons Heude, 1888
- Sus celebensis Müller & Schlegel, 1843
- †Sus falconeri – Pleistocen, India
- †Sus houi Qi et al, 1999 – Pleistocen, China
- †Sus hysudricus
- †Sus jiaoshanensis Zhao, 1980 – Pleistocen timpuriu, China
- †Sus liuchengensis Han, 1987 – Pleistocen timpuriu, China
- †Sus lydekkeri Zdansky, 1928 – Pleistocen, China
- †Sus offecinalis Koenigswald, 1933 – China
- Sus oliveri Groves, 1997
- †Sus peii Han, 1987 – Pleistocen timpuriu, China
- Sus philippensis Nehring, 1886
- Sus scrofa – Wild boar Linnaeus, 1758

- Sus scrofa domestica Erxleben, 1777 – Porc domestic

- †Sus subtriquetra Xue, 1981
- †Sus strozzi
- Sus verrucosus Boie, 1832
- †Sus xiaozhu Han et al, 1975 – Pleistocen timpuriu, China

Fosta specie Sus salvanius acum este plasată în genul monotipic Porcula.